# Auge (Creuse)
Auge település Franciaországban, Creuse megyében. Lakosainak száma 92 fő (2022. január 1.). Auge Bord-Saint-Georges, Lépaud, Lussat és Verneiges községekkel határos.

## Népesség
A település népességének változása:
| Lakosok száma | 205  | 131  | 124  | 107  | 105  | 103  | 98   | 93   | 91   | 92   |
|               | 1968 | 1982 | 1990 | 2006 | 2013 | 2015 | 2017 | 2019 | 2020 | 2022 |